# فص ندفي عقيدي
الفص الندفي العقيدي (المخيخ الدهليزي) (بالإنجليزية: Flocculonodular lobe) هو فص من المخيخ يتكون من العقيدة والندفة. تتصل الندفتان بالعقيدة التي توجد في الخط الناصف عن طريق عُنيقات رقيقة. يقع الفص على السطح الأمامي السفلي من المخيخ.
هذه المنطقة من المخيخ لها صلات مهمة بالنوى الدهليزي وتستخدم المعلومات حول حركة الرأس للتأثير على حركة العين. يمكن أن تؤدي الإصابات في هذه المنطقة إلى عيوب متعددة في التتبع البصري والتحكم الحركي (مثل رأرأة العضل والدوار)، وفي تكامل المعلومات الدهليزية للسيطرة على العين والرأس، وكذلك في التحكم في العضلات المحورية لتحقيق التوازن. ويشارك هذا الفص أيضا في الحفاظ على التوازن والتوتر العضلي. السبب الأكثر شيوعًا للأضرار التي تلحق بالفص الندفي العقيدي هو الورم الأرومي النخاعي في مرحلة الطفولة.

## روابط خارجية
- NIF Search - Flocculonodular lobe نسخة محفوظة 4 مارس 2016 على موقع واي باك مشين. via the Neuroscience Information Framework